# Новокайпаново
Новокайпаново (баш. Яңы Ҡайпан) — село в Татышлинском районе Республики Башкортостан Российской Федерации. Входит в состав Буль-Кайпановского сельсовета.

## География

### Географическое положение
Расстояние до:
- районного центра (Верхние Татышлы): 9 км,
- центра сельсовета (Буль-Кайпаново): 2 км,
- ближайшей ж/д станции (Куеда): 20 км.

## Население
| 2002 | 2009 | 2010 |
| ---- | ---- | ---- |
| 524  | ↗538 | ↘485 |

Национальный состав
Согласно переписи 2002 года, преобладающая национальность — башкиры (93 %).